# NHL Supplemental Draft 1986
L'NHL Supplemental Draft 1986 si è tenuto il 15 settembre 1986. Essa fu la prima edizione del Supplemental Draft. Sei fra i giocatori scelti militarono nella National Hockey League.

## Scopo
Il Supplemental Draft fu utilizzato dalle franchigie della NHL per selezionare i giocatori provenienti dalle università statunitensi e canadesi altrimenti non eleggibili per l'Entry Draft. A differenza dell'Entry Draft la maggioranza dei giocatori non militò mai nella squadra dalla quale furono selezionati, tuttavia dodici di essi superarono le 100 presenze in NHL. Il Supplemental Draft fu abbandonato dopo la firma del nuovo contratto collettivo fra i giocatori e i proprietari delle squadre nel 1995.

## Scelte
| #  | Giocatore           | Nazionalità | Squadra NHL           | Squadra di provenienza                |
| -- | ------------------- | ----------- | --------------------- | ------------------------------------- |
| 1  | Chris Olson (P)     | Stati Uniti | Boston Bruins         | Denver Pioneers (WCHA)                |
| 2  | Jeff Capello (AS)   | Canada      | Buffalo Sabres        | Vermont Catamounts (Hockey East)      |
| 3  | John Cullen (C)     | Canada      | Toronto Maple Leafs   | Boston U. Terriers (Hockey East)      |
| 4  | Steve MacSwain (AD) | Stati Uniti | Calgary Flames        | Minnesota Gophers (WCHA)              |
| 5  | Dave Randall (D)    | Canada      | Chicago Blackhawks    | Northern Michigan Wildcats (CCHA)     |
| 6  | Rob Doyle (D)       | Canada      | Detroit Red Wings     | Colorado C. Tigers (WCHA)             |
| 7  | Peter Heinze (D)    | Stati Uniti | Edmonton Oilers       | UMass River Hawks (Hockey East)       |
| 8  | Joe Tracy (AD)      | Stati Uniti | Hartford Whalers      | Ohio State Buckeyes (CCHA)            |
| 9  | Bob Kudelski (C)    | Stati Uniti | Los Angeles Kings     | Yale Bulldogs (ECAC)                  |
| 10 | Grant Paranica (AD) | Canada      | Los Angeles Kings     | ND Fighting Hawks (WCHA)              |
| 11 | Brian McKee (D)     | Canada      | Minnesota North Stars | Bowling Green Falcons (CCHA)          |
| 12 | Randy Exelby (P)    | Canada      | Montreal Canadiens    | Lake Superior S. Lakers (CCHA)        |
| 13 | Glen Engevik (AD)   | Canada      | New Jersey Devils     | Denver Pioneers (WCHA)                |
| 14 | Tim Barakett (A)    | Stati Uniti | New Jersey Devils     | Harvard Crimson (ECAC)                |
| 15 | Gary Kruzich (P)    | Stati Uniti | New York Islanders    | Bowling Green Falcons (CCHA)          |
| 16 | Gary Emmons (C)     | Canada      | New York Rangers      | Northern Michigan Wildcats (CCHA)     |
| 17 | Jeff Lamb (A)       | Stati Uniti | Pittsburgh Penguins   | Denver Pioneers (WCHA)                |
| 18 | Randy Taylor (D)    | Canada      | Pittsburgh Penguins   | Harvard Crimson (ECAC)                |
| 19 | Mike Natyshak (A)   | Canada      | Quebec Nordiques      | Bowling Green Falcons (CCHA)          |
| 20 | Marty Raus (D)      | Stati Uniti | St. Louis Blues       | Northeastern U. Huskies (Hockey East) |
| 21 | Art Fitzgerald (P)  | Stati Uniti | Toronto Maple Leafs   | Trinity College Bantams (NESCAC)      |
| 22 | David Gourlie (D)   | Canada      | Vancouver Canucks     | Denver Pioneers (WCHA)                |
| 23 | Steve Cousins (D)   | Canada      | Washington Capitals   | University of Alberta (CIAU)          |
| 24 | Chris Levasseur (A) | Stati Uniti | Winnipeg Jets         | Alaska A. Seawolves (WCHA)            |
| 25 | Ian Kidd (D)        | Stati Uniti | Detroit Red Wings     | ND Fighting Hawks (WCHA)              |